# Hans-Jürgen Wloka
Hans-Jürgen Wloka (* 12. September 1951 in Oberhausen) ist ein ehemaliger deutscher Fußballspieler. Der Offensivspieler gehörte in der Saison 1970/71 der Meistermannschaft von Borussia Mönchengladbach an. Insgesamt wird er in der Fußball-Bundesliga von 1970 bis 1976 mit 64 Ligaspielen und neun Toren geführt. Von 1974 bis 1985 war er in der 2. Bundesliga für die Vereine Bayer 05 Uerdingen, SV Arminia Hannover und Rot-Weiß Oberhausen in 249 Pflichtspielen mit 27 Toren im Einsatz.

## Laufbahn

### Amateur, Mönchengladbach und Regionalliga West
Der vom SuS 21 Oberhausen zu Sterkrade 06/07 gekommene Nachwuchsspieler gewann mit den Blau-Weißen von der Spielstätte am „Dicken Stein“ in der Saison 1969/70 die Niederrhein-Meisterschaft. In der Aufstiegsrunde zur Regionalliga West scheiterte Sterkrade an Westfalia Herne und Eintracht Gelsenkirchen. Trainer Hennes Weisweiler – er hatte mit Borussia Mönchengladbach erstmals 1970 die deutsche Meisterschaft an den Bökelberg geholt – verpflichtete zur Saison 1970/71 das Talent aus Sterkrade. Es kamen noch der Jugendnationalspieler Rainer Bonhof von SuS Emmerich und der Heimkehrer Jupp Heynckes von Hannover 96 zur „Fohlen“-Elf. In die Stammbesetzung schaffte es der technisch begabte Dribbler mit Kombinationsvermögen mit seinen elf Ligaeinsätzen in seiner Gladbacher Debütrunde zwar nicht, aber er gehörte dem Team des Titelverteidigers 1971 an. Trainer Weisweiler wechselte das Talent sogar am 4. November 1970 beim Rückspiel in Manchester gegen den FC Everton in der 106. Spielminute der Verlängerung im Europacup der Landesmeister ein.
In seinem zweiten Jahr in Mönchengladbach, 1971/72, erzielte er in 19 Bundesligaeinsätzen drei Tore. In der ersten Runde im Europacup gegen den irischen Meister Cork Hibernians zeichnete sich Wloka beim 5:0-Auswärtserfolg am 15. September 1971 als zweifacher Torschütze aus. Auch beim 2:1-Heimerfolg 14 Tage später gehörte er der Gladbacher Mannschaft neben den weiteren Offensivkräften Herbert Wimmer, Dietmar Danner, Günter Netzer und Ulrik Le Fevre an. Bei den drei Auseinandersetzungen mit Inter Mailand in der zweiten Runde saß er dagegen lediglich auf der Ersatzbank. Da durch die Neuzugänge Dietmar Danner und Christian Kulik sich die Konkurrenzsituation im Mittelfeld noch verschärft hatte, nahm der Mann aus Oberhausen zur Runde 1972/73 das Angebot des Zwangsabsteigers aus der Bundesliga, Arminia Bielefeld, an und spielte zukünftig in der Fußball-Regionalliga West.
Auf der „Alm“ ging es aber durch die Umstände des Bundesligaskandals und durch finanzielle Schieflagen drunter und drüber. Mit Jan Notermans, Willi Nolting und Norbert Lessle erlebte Wloka und sein jüngerer Bruder Peter drei Trainer in der vorletzten Runde der zweitklassigen Regionalliga West. Bis Ende 1972 wurden auch mehrere Spielerverkäufe getätigt um finanziell über die Runde zu kommen. Im letzten Regionalligajahr, 1973/74, wurde es erst mit der Trainingsübernahme zur Jahreswende durch Rudi Faßnacht sportlich besser. Hans-Jürgen Wloka war die zentrale Figur im Arminia-Mittelfeld und mit den Nachverpflichtungen Volker Graul und Jonny Hey wurde mit dem 14. Rang die Qualifikation für die neu geschaffene 2. Bundesliga zur Saison 1974/75 erreicht. In den zwei Bielefeldern Runden hat Wloka 59 Regionalligaspiele absolviert und dabei sechs Tore erzielt. Bayer 05 Uerdingen, die Mannschaft aus Krefeld, hatte den dritten Rang in der Westregionalliga 1974 belegt, verpflichtete zum Debüt der 2. Bundesliga den Spielmacher aus Bielefeld.

### Nochmals Bundesliga und Jahre in der 2. Liga, 1974 bis 1985
Zur Mannschaft vom Grotenburg-Stadion waren neben Wloka auch noch Friedhelm Funkel und Franz Raschid gekommen. Unter der administrativen Führung des Vorsitzenden Arno Eschler und Lizenzspielleiter Paul Hufnagel sowie der sportlichen Anleitung durch Trainer Klaus Quinkert setzten die Blau-Roten ihre seit 1970/71 erfolgreiche Arbeit auch in der 2. Bundesliga fort. Uerdingen wurde 1975 in der Gruppe Nord Vizemeister und hatte dadurch die Möglichkeit durch zwei Qualifikationsspiele gegen den Südzweiten, FK Pirmasens, den Aufstieg in die Bundesliga zu schaffen. Wloka hatte zur Vizemeisterschaft in 31 Einsätzen fünf Tore beigesteuert. Auf dem „Horeb“ reichte es zu einem 4:4-Remis, im Heimspiel wurde der Aufstieg mit einem 6:0-Erfolg perfekt gemacht. In beiden Spielen agierte Wloka im Mittelfeld von Uerdingen.
In seinem zweiten Anlauf in der Fußball-Bundesliga, 1975/76, absolvierte der Techniker im Mittelfeld für den Aufsteiger zwar alle 34 Ligaspiele und führte mit sechs Treffern sogar die interne Torschützenliste an, aber er konnte den sofortigen Abstieg der Mannschaft aus Krefeld damit nicht verhindern. Die Offensive wies mit 28 Treffern in 34 Pflichtspielen keine Tauglichkeit für die Bundesliga nach. In den nächsten drei Jahren spielte er mit Uerdingen in der 2. Liga und war auch aktiv, als 1979 erneut die Vizemeisterschaft errungen wurde. In den zwei Qualifikationsspielen im Juni 1979 gegen die SpVgg Bayreuth war er aber nicht im Einsatz.
Nach einer verunglückten Runde 1979/80 bei Arminia Hannover (17-1) kehrte er zur Saison 1980/81 in seine niederrheinische Heimat zurück und schloss sich der „Kleeblatt“-Elf vom Stadion Niederrhein, Rot-Weiß Oberhausen, in der 2. Bundesliga Nord an. Unter den Trainern Manfred Rummel und den ihn ablösenden Anton Burghardt gehörte er mit 39 Ligaspielen mit drei Toren sofort wieder der Stammbesetzung an. In der letzten Runde der zweigleisigen 2. Bundesliga reichte RWO der 14. Tabellenplatz aber nicht zur Aufnahme in die ab 1981/82 eingleisig geführte 2. Liga. In der zweiten Saison, 1982/83, in der Amateuroberliga Nordrhein gelang Oberhausen mit Spielmacher Wloka (31-9) der Meisterschaftsgewinn und in der Aufstiegsrunde gegen den SC Charlottenburg, SV Hamm und St. Pauli der Aufstieg in die 2. Bundesliga. Mit Trainer Friedel Elting wurde in den nächsten zwei Runden mit einem 16. und 12. Platz der Klassenerhalt erreicht. In 33 Ligaspielen hatte der 33-jährige Mittelfeldspieler in der Saison 1984/85 wesentlichen Anteil an den 29 Toren von Stürmerkollege Manfred Burgsmüller. Im Sommer 1985 beendete er nach insgesamt 249 Spielen mit 27 Toren in der 2. Bundesliga seine Laufbahn als Fußballspieler.

## Neben dem Fußball
Der 25 Jahre bei der EVO, der Energieversorgung Oberhausen, im Außendienst angestellte Wloka ging im März 2011 in Vorruhestand. Er auch noch nach seinem Karriereende auf dem grünen Rasen sportlich sehr aktiv. Er fährt viel Fahrrad, spielte in Oberhausen beim TC Babcock in der Regionalliga Tennis und hat auch schon Marathonläufe bestritten. Daneben ist er immer noch am Ball, zum Beispiel wenn er sich mit der 1975er-Aufstiegsmannschaft von Uerdingen zum Fußballspielen trifft.